# Tiago PZK
Tiago Uriel Pacheco Lezcano (Monte Grande; 3 de agosto de 2001), conocido artísticamente como Tiago PZK o Gotti, es un cantante y compositor argentino. Su repertorio se enfoca en estilos urbanos como el rhythm and blues latino, el trap latino y el reguetón.
Inició su carrera como competidor de batallas de freestyle y obtuvo mayor reconocimiento por su sencillo «Entre nosotros» junto a Lit Killah, que tuvo una remezcla con María Becerra y Nicki Nicole. El 21 de julio de 2022, Tiago PZK lanzó su álbum de estudio debut Portales.

## Biografía
Pacheco Lezcano creció en Monte Grande, en el sur de conurbano bonaerense. Posteriormente, se mudaría al barrio Santa Isabel, junto a su madre y su hermana.
A los 15 años, se consagró campeón de la Batalla de Maestros (BDM). Además de este, participó en otras batallas como la God Level, Nike Battle Force, Supremacía, GoldBattle y El Quinto Escalón. Comenzó a ganar notoriedad alrededor de 2016 con su participación en batallas locales de rap en Argentina y su tema autoeditado, «Andamo en la cima». Utilizó el sufijo PZK en honor a su equipo de freestyle Pateando Zonas Krew.
En 2019, firmó con SyP Recors en Argentina, y llamó la atención del promotor de conciertos Phil Rodríguez, director ejecutivo de Move Concerts, uno de los mayores promotores independientes de América Latina. Rodríguez contrató a Pacheco Lezcano para la gerencia y para su nuevo sello Grand Move Records. En 2022, firmó un contrato discográfico con Warner Music Latina.
Para enero de 2022, se convirtió en el artista con más número uno en la lista de Billboard Argentina Hot 100, con cuatro sencillos: «No me conocen (remix)», «Además de mí (remix)», «Entre nosotros» y «Salimo' de noche».
El 14 de enero de 2025 anunció a través de publicaciones en sus redes sociales, el cambio de su nombre artístico de Tiago PZK a Gotti.

## Estilo e influencias
Según Billboard, la música de Pacheco Lezcano «desafía la categorización, a menudo pasando del R&B e incluso pop a rap; en lugar de recurrir a las letras sexualmente explícitas, él se inclina más hacia el amor y la pérdida y su propio viaje desde los proyectos de vivienda de Buenos Aires a la naciente fama». Tiago ha citado a Daddy Yankee, Tego Calderón, y Justin Bieber como sus influencias musicales. Hoy en día, la música callejera de Yankee y la esencia pop de Bieber se reflejan en el sonido diverso de Pacheco Lezcano, que dice que es «ilimitado: No estoy encasillado en un solo género. Si tengo que hacerlo, haré Reguetón, rock, dancehall y R&B».

## Filmografía
| Año  | Película | Papel          | Dirección            | Ref.  |
| ---- | -------- | -------------- | -------------------- | ----- |
| 2021 | Cato     | Gabriel «Cato» | Peta Rivero y Hornos | [ 7 ] |

## Discografía
| Álbumes de estudio - 2022: Portales - 2024: Gotti A | Extended play - 2019: Valor de calle - 2025: Gotti B | Banda sonora - 2021: Cato Soundtrack |